# Shub-Niggurath
Shub-Niggurath, también conocida como La Negra Cabra de los Bosques (en ocasiones traducida como "El Cabrón negro de los Bosques y su millar de Retoños" o "La Cabra negra de los Bosques y sus mil vástagos") es una de las deidades ficticias de la mitología Cthulhu de H.P. Lovecraft.
De hecho, a pesar de ser un Dios Exterior, Shub-Niggurath nunca es descrita en ninguna de las historias de Lovecraft, pero es frecuentemente mencionada o llamada en los encantamientos. De manera popular y por parte de muchos de los fanes de la literatura lovecraftiana, Shub-Niggurath es considerada una perversa deidad de la fertilidad, descrita como una enorme masa nebulosa de la cual sobresalen tentáculos negros, bocas de las que cae saliva, y cortas y retorcidas patas de cabra. Esta se apareó con dos dioses emblemáticos de los Mitos de Cthulhu: Yog sothoth y Hastur.

## Su presencia en la cultura popular
Tanto Stephen King como Terry Pratchett se han referido a Shub-Niggurath en sus trabajos. Terry Pratchett generalmente parodia a los dioses creados por Lovecraft como las cosas de las Dimensiones Mazmorra. Por ejemplo, Imágenes en Acción (1993) tiene a "Tshup Aklathep, El Sapo Estelar Infernal con un Millón de Vástagos", el cual mata a sus víctimas mostrándoles imágenes de sus hijos.
Shub-Niggurath también hace una aparición como el jefe final del videojuego de acción en primera persona Quake, donde toma su rol como deidad de la fertilidad, siendo la madre de los monstruos que aparecen durante el juego.
En el videojuego de rol multijugador masivo en línea World of Warcraft existen entes de maldad infinita llamados Dioses Antiguos. De ellos, se especula que Y'Shaarj está basado en este personaje de las historias Lovecraftianas.
La banda mexicana de Death metal Shub Niggurath tomó su nombre de esta criatura mitológica.
También existe una banda de brutal death metal colombiana con el nombre de Niggurath.
La película independiente española Subb Niggurath de VooR Productions trata sobre esta deidad lovecraftiana.
En el actual juego de South Park: The Fractured but Whole ("Retaguardia en Peligro" en español) Shub-Niggurath es alimentada con los habitantes negros de South Park por la policía local sirviendo como uno de los bosses del juego; puede lanzar bombas con forma de fetos deformes que explotan, devorar a quienes estén en su rango de ataque y matarlos de un solo golpe.
En la serie japonesa Overlord (novela ligera), el protagonista Ainz Ooal Gown cuenta con un hechizo de alto nivel llamado "Iä Shub-Niggurath", el cual crea un ciclón negro que mata todo aquello que se encuentre en el rango, e invoca una serie de monstruos llamados "Dark Goat" muy similares a
Shub-Niggurath con base en las vidas sacrificadas en el ciclón.
En el juego de ritmo Pump It Up, versión Prime 2,existe una canción que lleva el nombre Shub Niggurath.
En Marvel Comics se le representa como Shuma-Gorath, un ente cósmico todopoderoso que destruye galaxias solo con su aura. Es el principal enemigo de Dr. Strange y se ha enfrentado a Los Vengadores, el pato Howard, entre otros.
En la serie de novelas ligera Tensei Shitara Slime Datta Ken (Aquella vez que me convertí en un Slime) el protagonista Rimuru Tempest, obtiene una habilidad llamada Dios de la Cosecha, Shub Niggurath.
Junto con El Rey De Amarillo y más adelante Nyarlathotep, es un personaje que se menciona repetidas veces en el podcast de terror "Malevolent", de Harlan Guthrie, sirviendo como amenaza durante toda la primera temporada 
Tanto en el videojuego Alone in the Dark de 1992 como en el remake del mismo nombre lanzado en 2024 aparece como enemigo al que derrotar.